# M-16 (альбом)
 M-16 — десятый студийный альбом немецкой трэш-метал группы Sodom, выпущенный 22 октября 2001 года.

## Список композиций
Слова и музыка всех песен — Tom Angelripper, если не указано иное.
| №                   | Название                            | Длительность |
| ------------------- | ----------------------------------- | ------------ |
| 1.                  | «Among the Weirdcong»               | 5:07         |
| 2.                  | «I Am the War»                      | 4:06         |
| 3.                  | «Napalm in the Morning»             | 5:56         |
| 4.                  | «Minejumper»                        | 3:11         |
| 5.                  | «Genocide»                          | 4:49         |
| 6.                  | «Little Boy»                        | 4:08         |
| 7.                  | «M-16»                              | 4:49         |
| 8.                  | «Lead Injection»                    | 6:24         |
| 9.                  | «Cannon Fodder»                     | 3:53         |
| 10.                 | «Marines»                           | 3:55         |
| 11.                 | «Surfin' Bird» (The Trashmen cover) | 2:39         |
| Общая длительность: | Общая длительность:                 | 49:02        |

| №   | Название         | Длительность |
| --- | ---------------- | ------------ |
| 12. | «Witching Metal» | 3:10         |
| 13. | «Devil's Attack» | 3:12         |

## Участники записи
- Томас Зух — бас-гитара, вокал
- Бернд Кост — гитара
- Бобби Шотковски — ударные

## Чарты
| Чарт (2001)                   | Высшая позиция |
| ----------------------------- | -------------- |
| Германия (Offizielle Top 100) | 88             |